# Немає такого (фільм)
Немає такого (ісл. Skrímsli) — надприродний драматичний фільм 2001 року режисера Гела Гартлі. У ньому розповідається про Беатріс (Сара Поллі), журналістку, нареченого якої в Ісландії вбиває чудовисько. Історія заснована на англосаксонському епосі «Беовульф». У травні 2001 року він був показаний у секції Особливий погляд на Каннському кінофестивалі .

## Сюжет
Беатріс (Сара Поллі) — молода жінка, яка працює на телебаченні під керівництвом жінки, відомої лише як Бос (Гелен Міррен). Вона отримує запис від свого нареченого Джима, якого відправили до Ісландії у складі невеликої робочої групи для дослідження місцевого Монстра. Вирішивши знайти свого нареченого, Беатріс переконує свого боса відправити її до Ісландії. Але її літак розбивається. Вона єдина, хто вижила, і, щоб знову ходити, їй роблять надзвичайно болючу, радикальну операцію. Одужуючи, вона подружилася з доктором Анною (Джулі Крісті), яка допомогла їй дістатися до віддаленого села, де живе чудовисько.
Змусивши Беатріс напитися до втрати свідомості, селяни роздягають її та залишають у жертву самому Монстру (Роберт Джон Берк), лихослівному звірові-алкоголіку, достатньо старому, щоб пам'ятати предків людей, які виповзали з морів. Беатріс не виявляє справжнього страху, хоча Монстр каже їй, що він убив її друзів і теж може її вбити. Він каже їй, що хоче померти, але незнищенний. Намагаючись змусити Беатріс спробувати вбити його, він доводить, що вбив Джима та його команду. Вона двічі стріляє в нього, і він реагує очевидним болем, але рана заживає майже миттєво. Він розповідає їй про божевільного вченого, доктора Арто (Бальтасар Кормакур, імовірно на честь Антонена Арто), який знайшов спосіб убити його, але доктора Арто «забрали в гамівній сорочці». Беатріс пропонує йому допомогти знайти доктора Арто, якщо Монстр приїде з нею в Нью-Йорк і обіцяє поки він там буде нікого не вбивати.
У Нью-Йорку Монстр стає знаменитістю, а Бос влаштовує ажіотаж у ЗМІ, коли вони шукають доктора Арто. Вони виявили, що він працює на уряд. Поки Беатріс насолоджується увагою, Монстр залишається нещасним і п'яним. Бос укладає угоду з державним вченим про дослідження Монстра, і його кидають військові охоронці, які вводять його в оману, змушуючи його повірити, що він збирається відвідати доктора Арто. Замість цього його піддають болісним експериментам, оскільки вчені намагаються знайти ключ до його незнищенності, один із них зазначив, що він, схоже, не терпить нової інформації. Один із таких експериментів полягає в тому, що Монстра висміюють і б'ють на вулиці, щоб вивчити його поведінку. Монстр вірний своїй обіцянці Беатріче і нікого не вбиває.
Тим часом Беатріс випадково зустрічає доктора Арто. Разом з Маргарет (Анніка Петерсон), колишньою співробітницею Беатріс, яка розкаялася, вони виношують план втекти назад до Ісландії разом із Чудовиськом. Змовники втікають, але їх переслідує уряд, який боїться, що Монстр і Арто можуть потрапити в чужі руки. Арто будує машину, яка вб'є Монстра. Беатріче прощається з Чудовиськом, прощаючись зі сльозами, і цілує його на прощання. Коли машина запускається, армія штурмує їхню схованку. Коли світло вмикається та вимикається, а машина переміщує Монстра на місце (у процесі, що віддзеркалює операцію Беатріс), Монстр і Беатріс востаннє стикаються один з одним. Її обличчя мерехтить у його очах кілька хвилин, перш ніж екран потемніє.

## Актори
- Сара Поллі — Беатріс
- Роберт Джон Берк в ролі монстра
- Гелен Міррен — Бос
- Джулі Крісті — докторка Анна
- Бальтасар Кормакур — доктор Арто
- Анніка Петерсон — Маргарет
- Еріка Гімпел — Джуді

## Поширення
Для Гартлі написання сценарію та режисура «Немає такого» було схоже на «повне коло для режисера»: на початку своєї кар'єри він написав сценарій для фільму жахів, який пізніше був перероблений на фільм про вампірів; цей фільм так і не було знято, але «Немає такого» відображає його ідеї. Він був знятий в Ісландії та Нью-Йорку протягом вересня та жовтня 2000 року. Це була перша постановка Гартлі для великої компанії MGM/United Artists, а одним із виконавчих продюсерів був Френсіс Форд Коппола. Фільм був погано сприйнятий на Каннському кінофестивалі, після чого студія зажадала перезняти фільм. Гартлі відмовився, і Коппола його підтримав. Ці події та атаки 11 вересня ускладнили стосунки зі студією. Випуск на початку 2002 року був стриманою справою; через два тижні фільм показали лише три екрани. За кілька місяців він перейшов на домашнє відео.
У 2012 році сценарій фільму був доступний на веб-сайті Гела Гартлі в книзі, яка також включала сценарії «Книги життя» та «Дівчини з понеділка».

## Критика
«Немає такого» був погано сприйнятий критиками. На Rotten Tomatoes фільм отримав рейтинг схвалення 30 % на основі 43 рецензій із середнім рейтингом 5,03/10. Консенсус критиків веб-сайту звучить так: «Заповнений талановитими зірками, але не маючи чіткого уявлення про те, що з ними робити, „Немає такого“ зрештою є надто нерівним, щоб його рекомендувати». За даними Metacritic, який відібрав 21 критика та підрахував середньозважену оцінку 36 із 100, фільм отримав «загалом несхвальні відгуки».
Кінокритик Роджер Еберт дав фільму одну зірку, сказавши: «„Немає такого“ незрозумілий, безформенний, нудний. Це навіть не доходить до розважальної поганості»
За оцінкою Е. Л. Рісдена, «Немає такого» є «чудовим і недооціненим кінематографічним переглядом англосаксонського епосу»; «Сатира „Немає такого“ зосереджена не на нашому залишковому страху перед традиційними монстрами, а на нашій безглуздій неспроможності боятися функціональних монстрів, на які можуть перетворитися наші великі та експлуататорські корпорації — і на тих із нас, хто допускає їх (спостерігаючи за ними чи платити їм або просто не чинити їм опір) зробити це».